# Лоалва Браз
Лоа́лва Браз (порт. Loalwa Braz Vieira; 3 червня 1953 року, Ріо-де-Жанейро — 19 січня 2017 року, Сакуарема, Ріо-де-Жанейро) — бразильська співачка, солістка групи Kaoma.

## Біографія
Лоалва Браз народилася в Ріо-де-Жанейро в сім'ї музикантів: її батько був диригентом, мати — класичною піаністкою. Навчилася грати на фортепіано в чотири роки, а співати почала в 13 років. Починала свою кар'єру з виступів у нічних клубах Ріо-да-Жанейро. Її талант був високо оцінений відомими бразильськими виконавцями, серед яких були Жилберту Жиль і Каетану Велозу, починаючу співачку запросили брати участь у спільних записах.
- Почала музичну кар'єру у віці 13 років. Її батько був керівником оркестру народних інструментів, а мати — піаністкою. Браз довго жила в Швейцарії і Франції, де стала солісткою франко-бразильської поп-групи Kaoma («Каома»).[3]
- У 1985 році переїхала у Париж: приводом для переїзду став успіх її шоу Brésil en Fête в паризькому Palais des Sports. У 1989 році увійшла до складу французької групи Kaoma, що складалася з латиноамериканських виконавців. У тому ж році записала для альбому Worldbeat хіт «Ламбада», який приніс їй всесвітню популярність. Усього на її рахунку більше 80 золотих і платинових дисків. У складі Kaoma вона записала три студійних альбоми і ще три платівки — соло.
- У 1989 році колектив записав пісню «Ламбада», яка зайняла перші рядки в хіт-парадах багатьох країн. Група продала понад 25 млн платівок по всьому світу, більше 80 дисків отримали золотий та платиновий статус. «Ламбада» завоювала популярність у 116 країнах.
- У 1999 році Браз покинула групу Kaoma. Вона жила в Парижі і була членом Французької академії мистецтв. Пізніше латиноамериканка повернулася на батьківщину. У Ріо Лоалва Браз займалася сольною кар'єрою і керувала невеликим готелем на узбережжі.[3]
- У 2004 році Браз випустила перший сольний альбом Recomeçar. З 2010 року по 2012 рік проживала в Женеві (Швейцарія). У 2012 повернулася в Бразилію, де займалася готельним бізнесом.

Крім рідної португальської, володіла також іспанською, французькою та англійською мовами.

### Вбивство
Лоалва Браз була убита під час пограбування готелю, який їй належав. Тіло було виявлено в згорілому автомобілі 19 січня 2017 року в прибережній зоні штату Ріо-де-Жанейро. Злочинці увірвалися в апартаменти, де жила Браз, вдарили її палицею і, погрожуючи ножем, пограбували її. Потім грабіжники посадили її в машину і повезли подалі від місця злочину. Коли в автомобіля виникли неполадки з двигуном, злочинці спалили його разом зі співачкою. За підозрою в злочині затримано троє людей, один з яких виявився співробітником готелю, який належав жертві та зізнався що впустив подільників.

## Дискографія

### Альбоми
Альбоми групи Kaoma
- Worldbeat, 1989
- Tribal-Pursuit, 1991
- A La Media Noche, 1998

Сольні альбоми Лоалви Браз
- Brazil, 1989
- Recomeçar, 2003
- Ensolarado, 2011